# Fernanda Hermenegildo
Fernanda Kuhnen Hermenegildo (nascida em 13 de outubro de 1988, em Florianópolis) é uma tenista profissional brasileira e ex-integrante da seleção brasileira da Fed Cup. Em 30 de agosto de 2010, ela alcançou seu maior ranking de simples WTA de 370, enquanto seu melhor ranking de duplas foi de 251, em 22 de agosto de 2011.

## Finais do Circuito ITF
| Torneios com prêmio de US$100.000 |
| Torneios com prêmio de US$75.000  |
| Torneios com prêmio de US$50.000  |
| Torneios com prêmio de US$25.000  |
| Torneios com prêmio de US$10.000  |

### Finais individuais: 6 (3–3)
| Resultado   | No. | Data       | Torneio                 | Quadra | Adversária na final   | Score na final     |
| Vice-campeã | 1.  | 27-07-2008 | Brasília, Brasil        | Clay   | Nathália Rossi        | 2–6, 4–6           |
| Vencedora   | 2.  | 14-09-2008 | Santos, Brasil          | Clay   | Natalia Guitler       | 6–3, 6–4           |
| Vencedora   | 3.  | 4-10-2008  | Curitiba, Brasil        | Clay   | Marina Giral Lores    | 6–4, 1–6, 6–3      |
| Vice-campeã | 4.  | 12-10-2008 | Mogi das Cruzes, Brasil | Clay   | Aranza Salut          | 6–7(3–7), 1–6      |
| Vice-campeã | 5.  | 7-09-2009  | Mazatlán, México        | Hard   | Andrea Koch Benvenuto | 1–6, 2–6           |
| Vencedora   | 6.  | 22-08-2010 | Itaparica, Brasil       | Hard   | Roxane Vaisemberg     | 6–1, 6–7(5–7), 6–3 |

### Finais em duplas: 24 (8–16)
| Torneios com prêmio de US$100.000 |
| Torneios com prêmio de US$75.000  |
| Torneios com prêmio de US$50.000  |
| Torneios com prêmio de US$25.000  |
| Torneios com prêmio de US$10.000  |

| Resultado   | No. | Data       | Torneio                  | Quadra | Parceira             | Adversárias na final                    | Score                 |
| Vice-campeã | 1.  | 28-11-2004 | Florianópolis, Brasil    | Clay   | Sarah Tami Masi      | Joana Cortez Marcela Evangelista        | 4–6, 4–6              |
| Vice-campeã | 2.  | 3-10-2005  | Córdoba, Argentina       | Clay   | Sarah Tami Masi      | María Irigoyen Luciana Sarmenti         | 3–6, 6–3, 2–6         |
| Vice-campeã | 3.  | 11-11-2006 | Itajaí, Brasil           | Clay   | Monika Kochanová     | Teliana Pereira Yanina Wickmayer        | 3–6, 3–6              |
| Vice-campeã | 4.  | 18-02-2007 | Majorca, Espanha         | Clay   | Fabiana Mak          | Valentina Sulpizio Stefania Chieppa     | 7–5, 3–6, 4–6         |
| Vice-campeã | 5.  | 30-04-2007 | Buenos Aires, Argentina  | Clay   | Nicole Buitoni       | Andrea Benítez María Irigoyen           | 2–6, 2–6              |
| Vice-campeã | 6.  | 5-04-2008  | Obregón, México          | Hard   | Ana Clara Duarte     | Miki Miyamura Anne Yelsey               | 0–6, 1–6              |
| Vice-campeã | 7.  | 7-09-2008  | Barueri, Brasil          | Hard   | Ana Clara Duarte     | Maria Fernanda Alves Carla Tiene        | 2–6, 3–6              |
| Vice-campeã | 8.  | 13-09-2008 | Santos, Brasil           | Clay   | Ana Clara Duarte     | Joana Cortez Natalia Guitler            | 1–6, 3–6              |
| Vice-campeã | 9.  | 27-09-2008 | Serra Negra, Brasil      | Clay   | Ana Clara Duarte     | Carla Forte Carla Tiene                 | 4–6, 6–2, [8–10]      |
| Winner      | 10. | 29-11-2008 | Buenos Aires, Argentina  | Clay   | Teliana Pereira      | Tatiana Búa María Irigoyen              | 6–3, 6–2              |
| Vice-campeã | 11. | 30-05-2009 | Córdoba, Argentina       | Clay   | Carla Tiene          | María Irigoyen Carla Beltrami           | 3–6, 4–6              |
| Vice-campeã | 12. | 29-08-2009 | Barueri, Brasil          | Hard   | Mailen Auroux        | Monique Albuquerque Roxane Vaisemberg   | 6–7(7–9), 5–7         |
| Vencedora   | 13. | 12-09-2009 | Mazatlán, México         | Hard   | Mailen Auroux        | Erika Clarke Daniela Múñoz Gallegos     | 6–3, 3–6, [12–10]     |
| Vice-campeã | 14. | 19-09-2009 | Los Mochis, México       | Clay   | Mailen Auroux        | Yawna Allen Alina Sullivan              | 6–4, 4–6, [10–12]     |
| Vencedora   | 15. | 14-11-2009 | Itajaí, Brasil           | Clay   | Ana Clara Duarte     | Tatiana Búa Karen Castiblanco           | 3–6, 6–2, [10–7]      |
| Vice-campeã | 16. | 15-05-2010 | Rio de Janeiro, Brasil   | Clay   | Mailen Auroux        | Maria Fernanda Alves Florencia Molinero | 2–6, 4–6              |
| Vencedora   | 17. | 23-07-2010 | Brasília, Brazil         | Hard   | Ana Clara Duarte     | Monique Albuquerque Roxane Vaisemberg   | 6–2, 6–4              |
| Vencedora   | 18. | 8-08-2010  | Brasília, Brasil         | Hard   | Monique Albuquerque  | Fernanda Faria Paula Cristina Gonçalves | 7–6(7–5), 6–4         |
| Vice-campeã | 19. | 14-08-2010 | Itaparica, Brasil        | Hard   | Nathália Rossi       | Ana Clara Duarte Roxane Vaisemberg      | 2–6, 0–6              |
| Vice-campeã | 20. | 20-11-2010 | Niterói, Brasil          | Clay   | Monique Albuquerque  | Maria Fernanda Alves Ana Clara Duarte   | 4–6, 4–6              |
| Vice-campeã | 21. | 27-03-2011 | Poza Rica, México        | Hard   | Teliana Pereira      | Macall Harkins Nicole Rottmann          | 2–6, 4–6              |
| Vencedora   | 22. | 16-05-2011 | Brescia, Itália          | Clay   | Karen Castiblanco    | Evelyn Mayr Julia Mayr                  | 4–6, 6–3, 6–4         |
| Vencedora   | 23. | 31-07-2011 | Campos do Jordão, Brasil | Hard   | Teliana Pereira      | Maria Fernanda Alves Roxane Vaisemberg  | 3–6, 7–6(7–5), [11–9] |
| Vencedora   | 24. | 8-08-2011  | São Paulo, Brasil        | Clay   | Maria Fernanda Alves | Eduarda Piai Karina Venditti            | 7–6(10–8), 4–6, 14–12 |